# Бристоль (Південна Дакота)
Бристоль (англ. Bristol) — місто (англ. city) в США, в окрузі Дей штату Південна Дакота. Населення — 288 осіб (2020).

## Географія
Бристоль розташований за координатами 45°20′39″ пн. ш. 97°44′40″ зх. д. / 45.34417° пн. ш. 97.74444° зх. д. (45.344086, -97.744446).  За даними Бюро перепису населення США в 2010 році місто мало площу 1,38 км², з яких 1,35 км² — суходіл та 0,03 км² — водойми.

## Демографія
Згідно з переписом 2010 року, у місті мешкала 341 особа в 150 домогосподарствах у складі 78 родин. Густота населення становила 248 осіб/км².  Було 176 помешкань (128/км²).
Расовий склад населення:
| - 98,2 % — білих |

До двох чи більше рас належало 1,5 %. Частка іспаномовних становила 1,5 % від усіх жителів.
За віковим діапазоном населення розподілялося таким чином: 15,2 % — особи молодші 18 років, 48,4 % — особи у віці 18—64 років, 36,4 % — особи у віці 65 років та старші. Медіана віку мешканця становила 52,3 року. На 100 осіб жіночої статі у місті припадало 92,7 чоловіків;  на 100 жінок у віці від 18 років та старших — 90,1 чоловіків також старших 18 років.
Середній дохід на одне домашнє господарство  становив 45 455 доларів США (медіана — 38 036), а середній дохід на одну сім'ю — 59 533 долари (медіана — 49 375). Медіана доходів становила 37 000 доларів для чоловіків та 34 167 доларів для жінок. За межею бідності перебувало 11,5 % осіб, у тому числі 28,2 % дітей у віці до 18 років та 4,9 % осіб у віці 65 років та старших.
Цивільне працевлаштоване населення становило 127 осіб. Основні галузі зайнятості: освіта, охорона здоров'я та соціальна допомога — 27,6 %, сільське господарство, лісництво, риболовля — 15,7 %, роздрібна торгівля — 10,2 %, будівництво — 10,2 %.